# Jochen Hippler

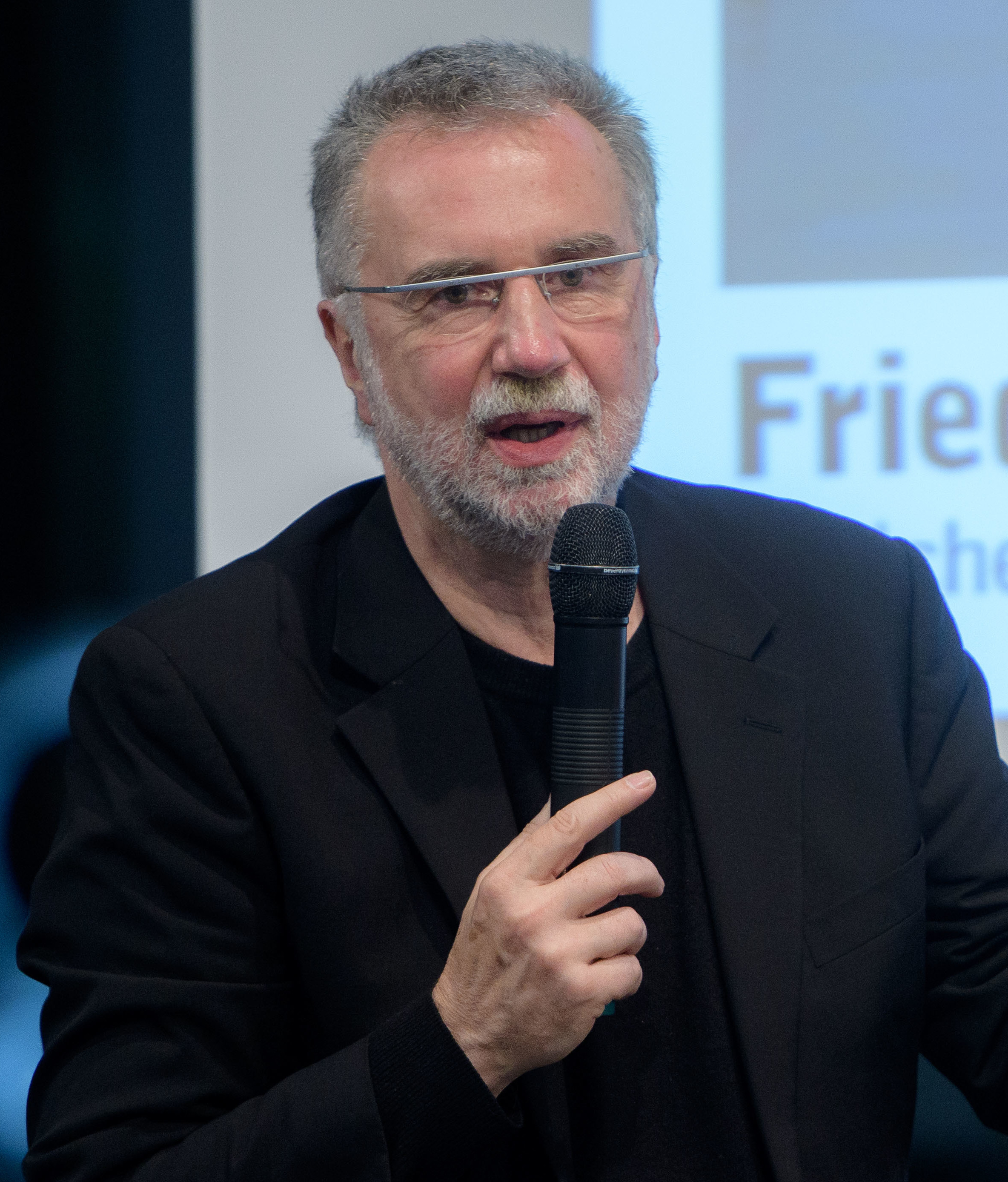
Jochen Hippler, 2016

Jochen Hippler (* 13. Mai 1955 in Duisburg) ist ein deutscher Politikwissenschaftler und Friedensforscher.

## Leben
Jochen Hippler machte sein Diplom 1980 in Sozialwissenschaften und promovierte 1986 in Politikwissenschaft. Er habilitierte sich 2007 in Politikwissenschaft mit dem Schwerpunkt Internationale Beziehungen. 
Von 1985 bis 1990 und 1998/99 war er Wissenschaftlicher Mitarbeiter im Deutschen Bundestag. Von 1993 bis 1995 war er Direktor des Transnational Institute (TNI) in Amsterdam. Von 2000 bis April 2019 wirkte er an der Universität Duisburg-Essen, zunächst als Wissenschaftlicher Mitarbeiter am Institut für Entwicklung und Frieden (INEF), anschließend als Inhaber einer Vertretungsprofessur für Internationale und Vergleichende Politik. Von Mai 2019 bis Februar 2022 war er Länderdirektor der Friedrich-Ebert-Stiftung in Islamabad (Pakistan) und betreute drei Publikationen.
Hippler beteiligte sich von 2007 bis 2010 an den Friedensgutachten  der vier führenden deutschen Institute für Friedens- und Konfliktforschung.

## Schwerpunkte
Seine thematischen Arbeitsschwerpunkte liegen u. a. in dem Zusammenhang von politischer Gewalt, Governance und politischen Identitäten, Unilateralität und Multilateralität in den Internationalen Beziehungen. Weiter setzt er auch einen regionalen Schwerpunkt auf den Nahen und Mittleren Osten sowie Afghanistan und Pakistan.

## Schriften (Auswahl)
- Krieg im Frieden. Amerikanische Strategien für die Dritte Welt. Pahl-Rugenstein, Köln 1986, ISBN 978-3-7609-1068-0.
- Die neue Weltordnung. Konkret-Literatur-Verlag, Hamburg 1991, ISBN 978-3-89458-102-2.
  - Englische Übersetzung: Pax americana? Hegemony or decline. Pluto Press, London und Boulder (CO) 1994, ISBN 0-7453-0696-9.
- Krieg, Repression, Terrorismus – Politische Gewalt und Zivilisation in westlichen und in muslimischen Gesellschaften. Institut für Auslandsbeziehungen, Stuttgart 2006 (jochen-hippler.eu [PDF]).
- Das gefährlichste Land der Welt? Pakistan zwischen Militärherrschaft, Extremismus und Demokratie. Kiepenheuer & Witsch, Köln 2008, ISBN 978-3-462-04011-1.
  - Dänische Übersetzung: Verdens farligste land? Pakistan mellem militaerherredømme, ekstremisme og demokrati. Ellekaer, Slagelse 2013, ISBN 978-87-92173-17-1.
- Krieg im 21. Jahrhundert. Militärische Gewalt, Aufstandsbekämpfung und humanitäre Intervention. Promedia, Wien 2019, ISBN 978-3-85371-457-7.

### Herausgabe Sammelwerke
- Die Demokratisierung der Machtlosigkeit - Politische Herrschaft in der Dritten Welt. konkret Literatur, Hamburg 1994, ISBN 978-3-89458-133-6.
- with Andrea Lueg: The Next Threat: Western Perceptions of Islam. Pluto Press, London 1995, ISBN 978-0-7453-0953-8.
- Pax Americana: Hegemony or Decline. Pluto Press, London 1995, ISBN 978-0-7453-0696-4.
- mit Thomas Fues: Globale Politik: Entwicklung und Frieden in der Weltgesellschaft. Festschrift für Franz Nuscheler. J.H.W. Dietz Nachf., Bonn 2003, ISBN 978-3-8012-0339-9.
- Nation-Building – Ein Schlüsselkonzept für friedliche Konfliktbearbeitung? J.H.W. Dietz Nachfahren, Bonn 2003, ISBN 978-3-8012-0338-2.
  - Englische Übersetzung: Nation-building: A Key Concept for Peaceful Conflict Transformation? Pluto Press, London 2005, ISBN 0-7453-2335-9 (pageplace.de [PDF]).
- Von Marokko bis Afghanistan – Krieg und Frieden im Nahen und Mittleren Osten. Konkret Literatur, Hamburg 2008, ISBN 978-3-89458-253-1.
- mit Ahmed Vaqar: Global Pakistan: Pakistan's Role in the International System. Friedrich Ebert Stiftung, Islamabad 2022, ISBN 978-969-9675-45-4 (fes.de).